# Сірасе Нобу
Сірасе Нобу (20 липня 1861 — 4 вересня 1946) — японський військовик, керівник антарктичної експедиції 1910—1912 років.

## Біографія
Народився в 1861 році в селі Коноура повіту Юрі префектури Акіта. У 1879 році вступив до кавалерійського училища. Першу експедицію провів на Курильських островах у 1893 році, провів зимівлю в крижаній печері на острові Шумшу. Ще раз там побував і в 1895 році. Брав участь в Російсько-японській війні, отримав звання лейтенанта. Після демобілізації деякий час мешкав у Карафуто.
Після війни він запропонував ідею експедиції до Північного полюсу, але після повідомлень Фредеріка Кука і Роберта Пірі змінив свою думку і почав організовувати експедицію до Південного полюса. Вона не отримала державної підтримки, оскільки прем'єр-міністр Кацура Таро і голова Асоціації підтримки експедиції Окума Сіґенобу були політичними опонентами.
29 листопада 1910 року дослідники відпливли з Йокогами, а в лютому наступного року зробили першу спробу висадитися в Антарктиді. Вона виявилася невдалою і японська команда залишилася на зимівлю в Австралії. Друга спроба відбулася в січні 1912 року, члени команди Сірасе зустріли людей Амундсена, які поверталися з Південного полюса. 28 січня японські мандрівники, на двох собачих упряжках, досягли 80°05' південної широти 156°37' західної довготи. Всього подолали 160 миль і прийняли рішення повертатися на корабель
20 червня 1912 експедиція повернулася в Токіо, пройшовши за рік і сім місяців близько 48 тисяч кілометрів. Їх зустрічали як національних героїв. Але Сірасе Нобу виявився великим боржником: загальна сума витрат на експедицію досягала 125 000 єн, з яких особисто він був винен 40 000 єн. Лейтенант був змушений продати власний будинок і експедиційне судно, а головним засобом добування коштів стали лекційні турне з демонстрацією діапозитивів і фільму про антарктичну експедицію. На повну виплату боргів знадобилося 23 роки.
Сірасе Нобу помер 4 вересня 1946 року в селищі Коромо від кишкової непрохідності.
Його ім'ям названо астероїд і берег в Західній Антарктиді.